# Valdevacas de Montejo
Valdevacas de Montejo ist ein Ort und eine nordspanische Gemeinde (municipio) mit 29 Einwohnern (Stand: 2024) in der Provinz Segovia in der Autonomen Gemeinschaft Kastilien-León.

## Lage und Klima
Die Gemeinde Valdevacas de Montejo liegt etwa 60 km (Fahrtstrecke) nordöstlich von Segovia in einer mittleren Höhe von ca. 1125 m. Das Klima ist im Winter rau, im Sommer dagegen gemäßigt bis warm; Regen (ca. 530 mm/Jahr) fällt übers Jahr verteilt.

## Bevölkerungsentwicklung
| Jahr      | 1970 | 1981 | 1991 | 2001 | 2011 | 2021 |
| Einwohner | 113  | 64   | 41   | 31   | 32   | 28   |

## Sehenswürdigkeiten

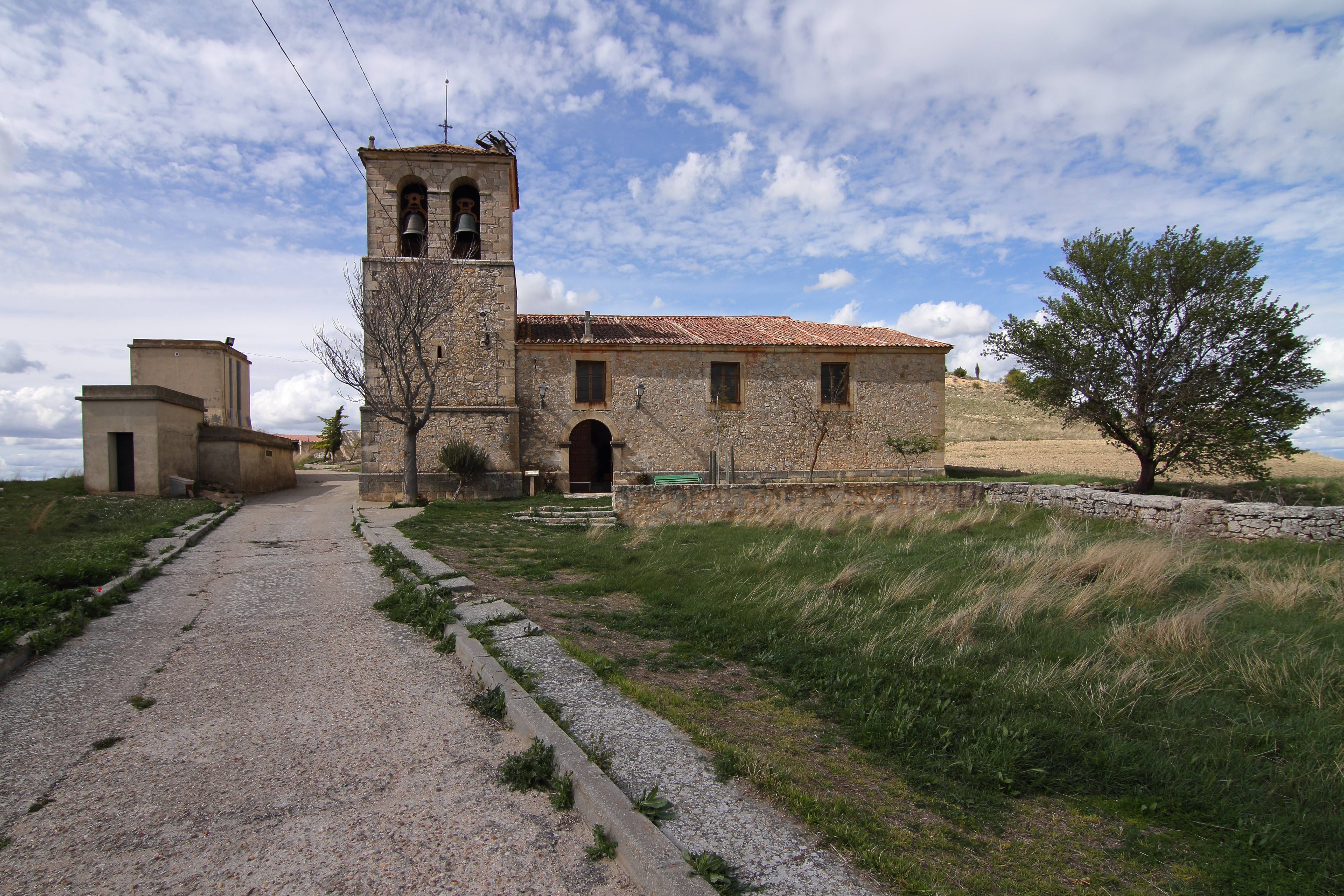
Christopheruskirche
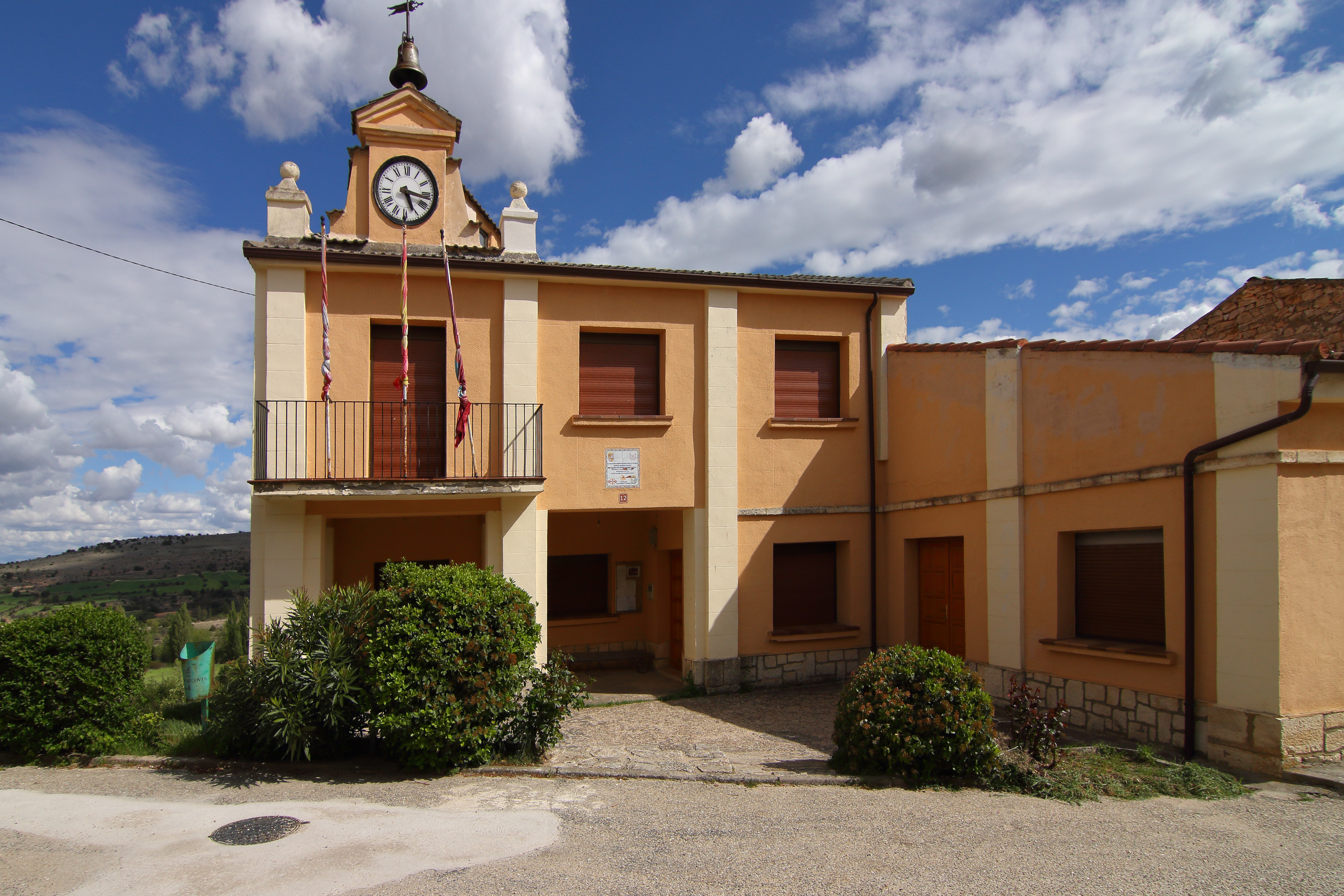
Kapellenruine

- Christopheruskirche
- Rathaus